# Temis (DC Comics)
Temis (Themis en inglés) es un personaje ficticio, un titán perteneciente al universo de DC Comics. El personaje está basado en la diosa griega del mismo nombre. Al igual que en la mitología es hija de los dioses Gea (Tierra) y Urano (Cielo). Temis fue presentada como la diosa del buen consejo, encarnación del orden divino, las leyes, las costumbres, la justicia, la memoria y la profecía. Siendo Némesis quien castigaba si esta no era obedecida.

## Historia de la publicación
Temis aprecio por primera vez como uno de los Titanes del Mito en New Teen Titans Vol.2 #11 (agosto de 1985) siendo creada por Marv Wolfman y George Pérez.

## Biografía del personaje

### Titanes del mito
Los Titanes eran los primeros dioses y predecesores del panteón griego del Monte Olimpo. Se explica que Gea (Madre Tierra) se había enamorado de Urano (Padre Cielo) y había dado a luz a los 12 Titanes del Mito: Jápeto y Temis; Dioses de la Justicia. Crío y Mnemósine; Dioses de la Memoria. Ceo y Febe; Dioses de la Luna. Hiperión y Tea; Dioses del Sol. Océano y Tetis; Dioses del Mar. y Cronos y Rea; Dioses de la Tierra. Los 12 hermanos se casaron entre ellos. Los Titanes habían sido hermosos seres divinos, pero el resto de los hijos de Gea habían sido horribles monstruos desterrados por Urano hacia los pozos del Tártaro. Con la esperanza de liberar a todos sus hijos, Gea le había dado a Cronos, el titán más joven y valiente, un arma poderosa para usar contra su padre. Cronos posteriormente matado a Urano, pero en lugar de liberar a los hijos de Gea, él y sus compañeros Titanes crearon un "paraíso" de sumisión en el planeta Tierra. Sin embargo, temiendo un oráculo que predijo que sus propios hijos se levantarían contra él, Cronos se traga a cada uno de sus hijos al nacer, excepto su hijo Zeus, a quien Rea había salvado. Después de la edad adulta, Zeus liberó a los Cíclopes y los Hecatónquiros como aliados para conquistar el Olimpo. Zeus fue apoyado por Temis y algunos otros Titanes y por sus hermanos liberados quienes habían sido tragados por Cronos. Los Titanes fueron derrotados y encarcelados en el Tártaro, vigilados por el dios Hades, que reservó parte del inframundo como un reino de los muertos.

## Poderes y habilidades
Temis perteneció a los Titanes del mito, posteriormente fue uno de los 12 dioses olímpicos, es conocida como la diosa del orden, la ley y sobre todo la justicia, tiene grandes capacidades como superfuerza y gran velocidad, además al ser una diosa posee vastas habilidades sobrenaturales como:
- Poderes divinos: como todo dios posee grandes poderes
- Cambio en su tamaño y cuerpo: puede alterar su forma física en cualquier forma que pueda elegir.
- Inmortalidad y longevidad: como todo dios nunca envejece ni enferma.
- Curación e invulnerabilidad: Temis tiene invulnerabilidad a las armas convencionales por lo que no puede ser dañada fácilmente, pero en caso de ser afectada por algún ataque su capacidad de curación es rápida.
- Viaje entre dimensiones: los dioses pueden viajar entre el Olimpo y la Tierra, o enviar artefactos entre estos lugares sin ninguna complicación.
- Distribución de poder: pueden otorgar una parte de su poder a cualquier ser que ella desee.
- Gracia divina: proporciona su belleza a la Mujer Maravilla.
- poder de telepatía e ilusiones: Temis puede comunicarse mentalmente con sus adoradores, transmitiendo su imagen a un rango interdimensional, y posiblemente pueda hacer lo mismo con cualquier otro ser inteligente.[3]
- Magia: es capaz de conjurar hechizos.
- Maestra en esgrima y combate: es muy habilidosa en el uso de la espada, la esgrima y el combate cercano.

## En otros medios

### Televisión
- Temis aparece en la serie animada Liga de la Justicia Ilimitada en el 5° episodio "Esta Cerdita" de la primera temporada, con la voz de Laraine Newman. Luego de que la hechicera Circe cumpliera su condena en el Tártaro esta va a la tierra y al estar sujeta a la promesa de que no intentara nada en contra de la Reina Hipólita, esta decide atacar a Mujer Maravilla convirtiéndola en Cerdo para luego desaparecer.[4] Batman, Zananna y Temis convocan a Medusa para hacerle preguntas sobre Circe, ella es traída por el río Styx por el barquero Caronte desde el Tártaro en donde era compañera de Circe. Temis también manifiesta estar contenta de ayudar, ya que la Liga de la Justicia había hecho tantas obras buenas en su nombre. Con una espada y una balanza juzga a Medusa por la información suministrada y reduce su condena.[5][6]

### Películas
- Temis aparece en la película de acción real Liga de la Justicia, es mostrada en la primera aparición de Mujer Maravilla, cuando esta llega a Londres a impedir que unos terroristas estallen una bomba, la princesa Diana se encuentra de pie sobre la estatua de Temis, la antigua diosa conocida como Lady Justice, la personificación de la ley y la equidad. La figura mitológica se representa típicamente dentro o fuera de los juzgados, y tradicionalmente lleva una venda, lo que significa imparcialidad ("la justicia es ciega"). Es quizás notable aquí que la estatua no tiene los ojos vendados, y que la guerrera Diana agarra la espada.[7]